# Torre Europa
Torre Europa – wieżowiec w Madrycie. Zaprojektowany przez architekta Miguel de Oriol e Ybarra. Fasada jest podobna do budynków World Trade Center zniszczonych w 2001 roku.